# Nagan-myeon
Nagan-myeon (koreanska: 낙안면) är en socken i kommunen Suncheon i provinsen Södra Jeolla i den södra delen av Sydkorea, 300 km söder om huvudstaden Seoul.